# Ёж Соник
Ёж Со́ник (яп. ソニック・ザ・ヘッジホッグ Соникку дза Хэддзихоггу, англ. Sonic the Hedgehog) — главный персонаж серии видеоигр Sonic the Hedgehog от компании Sega, а также созданных на её основе комиксов, мультсериалов и полнометражных фильмов.
Соник — синий антропоморфный ёж, созданный художником Наото Осимой, программистом Юдзи Накой и дизайнером Хирокадзу Ясухарой. Во время разработки было предложено множество образов главного героя будущей игры, но разработчики остановились на ёжике синего цвета. Своё имя Соник получил за способность бегать на сверхзвуковых скоростях (англ. sonic — «звуковой; со скоростью звука»). Геймплей за Соника в большинстве игр серии Sonic the Hedgehog заключается в быстром прохождении уровней и битвах с врагами, для атаки которых Соник сворачивается в шар во время прыжка. Немаловажную роль для Соника играют золотые кольца, служащие ему в качестве защиты. Главным антагонистом героя является доктор Эггман, который хочет захватить мир и построить свою империю «Эггманленд».
После выхода одноимённой игры с его участием Соник быстро стал популярным во всём мире и положил начало крупной медиафраншизе. Персонаж стал талисманом компании Sega, которым остаётся и сейчас, сменив Алекса Кидда, бывшего неофициальным маскотом компании до 1990 года. На ноябрь 2014 года было продано свыше 150 миллионов экземпляров игр серии о Сонике. Помимо компьютерных игр, ёж Соник является главным героем комиксов, книг, ряда мультсериалов и полнометражных аниме и фильмов.

## Общая характеристика
Точные возраст, вес, рост и прочие физические характеристики Соника изменялись с течением времени, включая стиль рисования персонажа. Первоначально в видеоиграх использовался дизайн Соника, созданный художником Наото Осимой, где ёжик был «детского» вида, с короткими иголками, круглым телом и с глазами без радужных оболочек. С выпуском игры Sonic Adventure в 1998 году образ Соника был переработан Юдзи Уэкавой, который сделал персонажа более высоким, с удлинёнными ногами и менее сферическим телом. Иглы Соника стали длиннее, а глаза изображались с зелёными радужными оболочками. Дальнейшие изменения персонажа были сделаны в игре Sonic the Hedgehog 2006 года: ёж стал стройнее, выше, а его иглы и шерсть приобрели более светлый оттенок. Во всех вариантах дизайна Соник носит красные кроссовки, охваченные белым ремнём с жёлтой пряжкой. Сторонние произведения о Сонике, такие как комиксы и мультфильмы, использовали вариации дизайна из видеоигр — в соответствии с общепринятым в них образом персонажа. На данный момент рост персонажа считается равным 100 сантиметрам, а вес — 35 килограммам.
По версии Archie Comics Соник родился на вымышленной планете Мобиус, в семье ежей Джулеса и Бернадетт. Поначалу его окрас был коричневого цвета. Однажды Соник обнаружил подземную лабораторию доктора Ови Кинтобора (англ. Dr. Ovi Kintobor), который при помощи магических камней, известных как Изумруды Хаоса, пытался найти способ дать планете абсолютную защиту от зла. Кинтобор и Соник подружились; при помощи специальной беговой дорожки доктор помог ежу увеличить скорость бега, пока однажды Соник не преодолел звуковой барьер, из-за чего его шерсть приобрела синий окрас. Днём позже произошёл инцидент, превративший Кинтобора в злого доктора Айво Роботника, который за некоторое время взял власть на Мобиусе.
Соник — самый быстрый персонаж в истории компьютерных игр. Он живёт по своим правилам, он обожает свободу и приключения и не любит, когда кто-то притесняет его. Несмотря на спокойный характер, Соник бывает вспыльчивым и нетерпеливым, когда какие-либо события развиваются в медленном темпе. Ёжик всегда доводит до конца свои планы и задачи, не боясь идти на рискованный шаг, чем привлекает и заслуживает уважение своих друзей. Лучшим другом и верным товарищем для персонажа является лисёнок Тейлз, который всегда помогает главному герою, если тот в беде. Другим лучшим другом Соника является ехидна Наклз, хотя из-за тяжёлого характера второго эта дружба в определённых ситуациях перерастает в соперничество. В Соника влюблена ежиха Эми Роуз, но он не всегда отвечает ей взаимностью, потому что чувства Эми смущают и пугают его. С самого начала истории во всех играх, комиксах, мультфильмах главным врагом Соника является доктор Эггман, он же Айво Роботник. Злодей постоянно строит боевых роботов, придумывает планы по захвату мира, но главный герой спасает всех от злых замыслов учёного.
В видеоиграх Соник способен высоко прыгать и сворачиваться в колючий клубок для уничтожения врагов. С помощью приёма «кручёного рывка» (англ. spin dash) ёж может, предварительно разогнавшись на месте, перекатываться в виде клубка с высокой скоростью, что также используется для атаки противников, а благодаря самонаводящейся атаке (англ. homing attack) — атаковать ближайшего противника в прыжке с самонаведением. Он также недолюбливает воду и не умеет плавать. Немаловажную роль для Соника играют золотые кольца, служащие ему в качестве защиты от врагов. Собрав все семь Изумрудов Хаоса, главный герой трансформируется в свою суперформу Суперсоника. Его шерсть приобретает золотисто-жёлтый цвет, глаза становятся красными, а иглы загибаются вверх.

## Появления

### Игры
Как игровой персонаж, Соник впервые появился в посвящённой ему одноимённой игре, выход которой состоялся на консоли Mega Drive/Genesis в июне 1991 года. В ней же началось противостояние Соника и его главного врага — доктора Роботника. Первоначально ёж в одиночку сражается против злодея и его боевых роботов, но затем в игре Sonic the Hedgehog 2 к Сонику присоединяется лис Тейлз. В Sonic CD главный герой знакомится с ежихой Эми Роуз, а в Sonic 3 и Sonic & Knuckles встречает неприятеля в лице ехидны Наклза, который затем становится одним из его лучших друзей. В сюжетном продолжении Sonic the Hedgehog 4: Episode I Соник вновь появляется как единственный игровой персонаж, но в Sonic 4: Episode II к нему снова присоединяется лис Тейлз. Все вышеперечисленные игры входят в основную линейку игр серии Sonic the Hedgehog. Синий ёж появляется практически во всех проектах, выходящих на портативных консолях, начиная с 8-битной версии Sonic the Hedgehog.
Sonic Adventure является первой игрой в основной серии Sonic the Hedgehog, где используется полноценная трёхмерная графика. По сюжету, Соник и его друзья вступают в борьбу с монстром Хаосом, который был выпущен доктором Эггманом из Мастер Изумруда. Злой учёный хочет подчинить себе это создание и использовать его разрушительную силу, чтобы собрать все Изумруды Хаоса и захватить город Вокзальная площадь (англ. Station Square). В событиях продолжения игры, Sonic Adventure 2, Соник и Эггман пытаются работать вместе, чтобы спасти мир от разрушения падающей космической колонии АРК. Тем не менее, уже в Sonic Heroes доктор вновь планирует захватить мир, и Соник, объединившись с Тейлзом и Наклзом, быстро разбирается со злодеем. В игре Sonic the Hedgehog 2006 года персонаж спасает принцессу города Солеанны, а в Sonic Unleashed принимает участие в восстановлении планеты, разрушенной монстром Дарк Гайя. В Sonic Colors главный герой, находясь в космическом парке развлечений, спасает маленьких существ виспов, а в юбилейной игре Sonic Generations Соник встречается с «классической» версией самого себя из прошлого. События Sonic Lost World разворачиваются на планете Затерянный Хекс, где ёж сталкивается с группой существ под названием Смертельная Шестёрка. В Sonic Mania главный герой собирается предотвратить коварные планы Эггмана по использованию Рубина Иллюзий, использование которого позволяет контролировать время и пространство. События Sonic Forces разворачиваются в мире Соника, порабощённом доктором. Сам же ёж, после очередной битвы, пропал. Данная новость шокировала друзей Соника, но не сломила их дух: они всё равно решили сражаться, сформировав сопротивление с ехидной Наклзом во главе. Освободив синего ежа, команда продолжила освобождение планеты от власти Эггмана.
Кроме основной линейки Sonic the Hedgehog, Соник появляется в спин-оффах, созданных в жанрах автосимулятора, файтинга и японской ролевой игры. Существуют также отдельные серии игр Sonic Storybook, действие которых происходит в вымышленном мире сказок «Тысяча и одна ночь» и легенд о короле Артуре, и Sonic Boom, где геймплей сосредоточен на боях и исследованиях. Такие проекты, как Dr. Robotnik’s Mean Bean Machine, Knuckles’ Chaotix, Tails’ Skypatrol, Tails Adventure и Shadow the Hedgehog посвящены другим персонажам серии Sonic the Hedgehog, и Соник в них либо не появляется, либо не имеет собственной сюжетной линии и присутствует, в основном, как камео. Ёж Соник также не раз появлялся и в других игровых сериях. В Christmas NiGHTS игрок может пройти за ежа уровень «Spring Valley» и сразиться с доктором Роботником, а в Samba de Amigo для консоли Wii — станцевать под ритм музыки на известном игровом уровне «Green Hill». Главный герой также появляется в кроссоверах Super Smash Bros. Brawl и Super Smash Bros. for Nintendo 3DS and Wii U. Помимо этого, Соник — главный персонаж всех частей серий Sega Superstars и Mario & Sonic.

### Мультфильмы
Первые три мультсериала, посвящённые ежу Сонику, созданы ныне несуществующей международной компанией DiC. Премьера самого раннего из этих мультсериалов, Adventures of Sonic the Hedgehog, состоялась в 1993 году. Сюжет эпизодов повествует о похождениях ёжика Соника и его приятеля лисёнка Тейлза, противостоящих злому доктору Айво Роботнику и его роботам на планете Мобиус. В этом же году транслировался альтернативный мультсериал Sonic the Hedgehog (SatAM), действие которого также происходит на планете Мобиус, но уже в XXXIII веке. Доктор Джулиан Роботник устраивает переворот в городе Моботрополисе и захватывает его с помощью своей армии солдат-роботов. Все жители города оказываются роботизированы, но те, кто успел сбежать, в том числе и Соник, создают команду Борцов за Свободу в надежде положить конец узурпатору. Третий мультсериал Sonic Underground вышел в 1999 году и рассказывал о приключениях синего ежа вместе с его сестрой и братом, ежихой Соней и ежом Мэником.
Японскими студиями было также создано несколько проектов с участием синего ежа. В 1996 году состоялась премьера полнометражного аниме Sonic the Hedgehog: The Movie, в котором Соник спасает от доктора Роботника Планету Свободы. Позднее, в сентябре 1999 года мультфильм был лицензирован в США компанией ADV Films. Далее с 2003 по 2004 года вышло 78 эпизодов аниме-сериала «Соник Икс», созданного компанией TMS Entertainment по мотивам видеоигр серии Sonic the Hedgehog. Последним на данный момент мультфильмом, созданным в Японии, был короткометражный Sonic: Night of the Werehog, основанный на игре Sonic Unleashed: в этом мультфильме Соник и его новый друг Чип попадают в заброшенный дом с привидениями.
В 2014 году вышел компьютерный мультсериал «Соник Бум», события которого разворачиваются в альтернативном мире, отличном от вселенной видеоигр. Каждый эпизод мультсериала представляет собой отдельную историю с участием главных героев: ёжика Соника, лисёнка Тейлза, ехидны Наклза, ежихи Эми Роуз и барсучихи Стикс, противостоящих очередному коварному плану доктора Эггмана. В феврале 2021 года Netflix официально подтвердил работу над мультсериалом Sonic Prime, который вышел зимой 2022 года, а закончился в январе 2024 года. Мультсериал будет в первую очередь ориентирован на детей от 6 до 11 лет, а также на давних поклонников франшизы.
Соник также появился в качестве камео в диснеевском фильме «Ральф» 2012 года и его продолжении — «Ральф против интернета» 2018 года. Кроме них, ёж появляется в нескольких сериях мультсериала «Симпсоны»: Marge Be Not Proud, That 90’s Show и The Food Wife.

### Полнометражные фильмы
В 2014 году было анонсировано создание полнометражного кино по мотивам серии игр Sonic the Hedgehog. Выход фильма «Соник в кино» кинорежиссёра Джеффа Фаулера состоялся в феврале 2020 года, лента выполнена с использованием компьютерной графики и живых актёров. Сценарий фильма написали Патрик Кейси и Джош Миллер. Главные роли в фильме исполнили Бен Шварц, Джеймс Марсден и Джим Керри. Сиквел фильма, «Соник 2 в кино», вышел в американский прокат 8 апреля 2022 года.
Оригинальный дизайн Соника, представленный в трейлере первого фильма, появляется в фильме «Чип и Дейл спешат на помощь», где его озвучивает Тим Робинсон. Персонажа называют «уродливым Соником» и показывают как отвергнутого актёра, который надеется получить крупную роль.
Фильм «Соник 3 в кино» вышел 20 декабря 2024 года в США и Европе. В Японии картина появилась 27 декабря 2024 года под оригинальным названием «Соник × Шэдоу: Миссия Токио»[уточнить]. Цифровой релиз фильма состоялся 21 января 2025 года.

### Печатная продукция
С 1993 по 2002 год британским издательством Fleetway Editions выпускался комикс Sonic the Comic. Согласно его сюжету, на планете Мобиус происходит инцидент, превративший доброго учёного Кинтобора в злого доктора Айво Роботника. После этого он построил армию роботов и с их помощью захватил власть над миром. Соник, объединившись со своими друзьями, создаёт группу Борцов за Свободу, чтобы свергнуть узурпатора. В мае 2003 года этот комикс получил неофициальное продолжение под названием Sonic the Comic Online!, публикуемое стараниями фанатов в Интернете. Некоторые художники и сценаристы оригинального комикса тоже принимают участие в поддержке сайта.
С 1993 по 2017 год в США компания Archie Comics издавала журналы комиксов Sonic the Hedgehog. Как и в Sonic the Comic, главный герой Соник является лидером группы Борцов за Свободу, которая противостоит тирании доктора Роботника на Мобиусе. Помимо оригинальных сюжетных линий, история в этих комиксах вобрала в себя некоторые элементы сюжета игр и мультфильмов серии Sonic the Hedgehog. В 2008 году журнал от Archie Comics вошёл в игровое издание «Книги рекордов Гиннесса» как самая продолжительная серия комиксов, созданная на основе видеоигры. В разное время Archie Comics также принадлежали издания графических романов Knuckles the Echidna, Sonic X, Sonic Universe и Sonic Boom. С апреля 2018 года журналы под названием Sonic the Hedgehog выпускаются фирмой IDW Publishing. Многие сотрудники, кто работал над версией от Archie, принимают участие в создании комикса от IDW. Согласно сюжету, события происходят после игры Sonic Forces. Соник побеждает Эггмана, и тот пропадает без вести. Несмотря на это, роботы злодея всё ещё находятся на планете и представляют угрозу для жителей. Синий ёж, объединившись со своими друзьями и новыми союзниками — лемуром Танглом и волком Виспером — отправляются в приключение с целью обезвредить машины учёного.
В 1993 году издательство Virgin Publishing выпустило четыре новеллы о Сонике, которые являются предысторией событий Sonic the Comic. Сценарист игры Final Fantasy Кэндзи Тэрада и художник Санго Норимото создали мангу, в которой рассказывается о другом ёжике по имени Ники Парлаузер, способного превращаться в ежа Соника. На её основе был создан обучающий комикс «Сё̄гаку-нинэнсэй» (яп. 小学二年生, «Второклассник»), входивший в состав журнала «Сё̄гакукан-но гакусю̄ дзасси» (яп. 小学館の学習雑誌) с 1992 по 1993 год. Согласно манге, ёж Ники живёт в семье мамы Бренды, папы Поли и сестры Аниты. По сюжету, хулиган Антон Берука похищает сестру Соника Аниту, а Ники мчится вдогонку спасать её, но хулиган толкает его и убегает. Расстроенный Ники жалуется самому себе в собственной слабости, но неожиданно он превращается в Соника и мстит своему врагу.

## Идея и создание
В апреле 1990 года компания Sega поручила команде AM8, первоначально состоящей из семи человек и позже переименованной в Sonic Team, создать игру, которая смогла бы успешно конкурировать с серией Mario от Nintendo, а заодно и заменить старого талисмана Алекса Кидда на другого героя. Руководство компании хотело видеть будущего персонажа популярным как Микки Маус. Художники создали несколько образов для будущего талисмана — среди них были летяга, кролик, броненосец, ёж, карикатура американского президента Теодора Рузвельта и другие. В конечном итоге разработчики выбрали ёжика по имени Мистер Харинэдзуми (яп. Mr.ハリネズミ, в США и Европе он известен как Нидлмаус), созданного дизайнером Наото Осимой и позже переименованного в Соника. Образ персонажа Осимы был вдохновлён котом Феликсом и Микки Маусом. Синий цвет героя был выбран для того, чтобы он соответствовал кобальтово-синему логотипу компании Sega, а ботинки Соника были нарисованы под влиянием дизайна обуви Майкла Джексона с добавлением красного цвета, заимствованного у Санта-Клауса и противоположного цветам обложки альбома Джексона Bad. Личность персонажа основывалась на оптимистичном впечатлении от репортажа о будущем американском президенте Билле Клинтоне.
Программист Юдзи Нака, создавая Sonic the Hedgehog, разработал алгоритм, позволяющий спрайту плавно двигаться по извилистой трубе. Эта концепция с незначительными изменениями была принята Наото Осимой и ведущим геймдизайнером Хирокадзу Ясухарой. Кроме того, сотрудники AM8 хотели видеть Соника быстрым, с высокой скоростью проносящимся по уровням, чтобы привлечь внимание опытных игроков. Персонаж создавался без навыков плавания, и потому в случае недостатка кислорода погибал. Это было сделано из-за ошибочного предположения Юдзи Наки, что в реальности ежи не умеют передвигаться по воде.
Музыку к игре написал Масато Накамура из группы Dreams Come True; Соник был нарисован на автобусах и листовках этой группы во время их очередного тура «Wonder 3», однако его дизайн в то время не был окончательно утверждён представителями компании Sega. Первоначально, ёжик был саблезубым: у него имелись большие острые клыки, высовывающиеся из пасти. Однако дизайнерам пришлось сделать облик Соника более дружелюбным, чтобы персонаж соответствовал традициям западного рынка. Также разработчики планировали включить в игру девушку главного героя по имени Мадонна и рок-группу, но в американском филиале Sega эти замыслы были отвергнуты. Несмотря на негативную реакцию со стороны команды разработчиков, позже Юдзи Нака положительно отзывался о проделанных локализаторами изменениях, которые, по его словам, пошли для серии только на пользу. Также он сообщил, что ёжик и его заклятый враг доктор Роботник создавались с целью показать борьбу природы с прогрессом технологий.
Самое раннее появление Соника состоялось не в первой посвящённой ему игре, а в качестве камео в автосимуляторе Rad Mobile, вышедшей на несколько месяцев раньше дебютной игры Sonic the Hedgehog.

### Озвучивание
Впервые Соник был озвучен в играх SegaSonic the Hedgehog и Sonic the Hedgehog CD, где он говорил голосами Такэси Кусао и Кэйко Утоку соответственно. В мультсериалах Adventures of Sonic the Hedgehog, Sonic the Hedgehog и Sonic Underground персонажа озвучивал Джалил Уайт. В 1996 году был выпущен полнометражный анимационный фильм Sonic OVA в Японии, где Соника озвучил Масами Кикути, а через три года, когда Sonic OVA был показан в США, персонажа дублировал Мартин Бёрк.
Начиная с игры Sonic Adventure, выпущенной в 1998 году, Соник «говорит» на японском языке голосом Дзюнъити Канэмару, который позже принял участие в озвучивании аниме «Соник Икс». В Sonic Unleashed ёж появляется в форме оборотня, которого озвучил Томокадзу Сэки.
На английском языке ёжика в играх первоначально дублировал Райан Драммонд. Однако компания 4Kids Entertainment, которая приобрела права на трансляцию «Соник Икс» в США, пригласила для озвучивания персонажа своего актёра Джейсона Гриффита. Несмотря на это, Драммонд продолжал озвучивать героя в играх до 2005 года, когда Sega заменила всех своих актёров, работавших над серией Sonic the Hedgehog, на актёров от 4Kids TV, чтобы унифицировать игры и аниме-сериал. Так Гриффит стал официальным голосом Соника. Однако в 2010 году Sega отказалась от услуг 4Kids и начала сотрудничество со студией Studiopolis. Начиная с Sonic Free Riders, ежа на английском языке озвучивает Роджер Крейг Смит, известный по ролям Эцио Аудиторе да Фиренце — персонажа серии игр Assassin’s Creed, и Криса Редфилда из Resident Evil 5. В полнометражном фильме «Соник в кино» герой разговаривает голосом актёра Бена Шварца. В мультсериале Sonic Prime ежа озвучивает Девен Мак.
Начиная с игры Sonic Generations, Соника, помимо японского и английского, теперь ещё дублируют на французский (озвучивает Александр Жилле), немецкий (Марк Штахель), итальянский (Ренато Новара) и испанский языки (Хонатан Лопес).
На русском языке Соника в первом сезоне аниме «Соник Икс» озвучил Михаил Тихонов, а во втором и третьем — Василий Зотов. В сериале «Соник Бум» ежа озвучивал Антон Савенков. В полнометражном фильме «Соник в кино» героя озвучил Антон Комолов, а в его продолжении — видеоблогер Дмитрий Сыендук. Ранее в 2019 году Дмитрий уже участвовал в пробах на роль ежа в первом фильме, однако не был утверждён из-за переноса, связанного с редизайном персонажа.

## Отзывы критиков и культурное влияние
Соник как талисман компании Sega стал одной из основных причин её успеха в четвёртом поколении игровых консолей и является одним из самых известных игровых персонажей в мире. В документальном фильме History of Sonic: Birth of an Icon дизайнер Sega Technical Institute Питер Моравик заявил, что в 1990-х годах дети узнавали Соника больше, чем Марио и Микки Мауса. Ёжик стал известен во всём мире из-за своей способности быстро бегать и внешнего вида. Например, представитель журнала Electronic Gaming Monthly, обозревая первую игру Sonic the Hedgehog, сравнивал скорость Соника с космическим кораблём «Энтерпрайз» из вселенной «Звёздного пути». Бывший менеджер Sega Кен Балоу заявил, что франшиза о Сонике раздвинула границы представления игроков о быстром платформере. Однако в более поздних обзорах проекты с маскотом Sega не раз подвергались критике за 3D-стиль, который якобы является уходом от формулы первых игр. Обозреватели считали, что Сонику нужно сделать творческий перерыв, либо разработчикам следует оставить его в качестве единственного игрового персонажа, или же просто дать герою «спокойно умереть».
Персонаж несколько раз использовался в качестве символа для различных мероприятий, спонсированных компанией Sega. В период между 1993 и 1997 годами Sega была спонсором футбольной команды «ДЖЕФ Юнайтед Итихара Тиба», игроки которой носили форму с изображением Соника. В 1993 году на чемпионате Формулы-1 Sega представляла команду «Уильямс», гонщик которой Ален Прост стал победителем чемпионата. Соник был изображён на автомобилях и шлемах команды, а её соперники из команды «Макларен» наклеивали на свои машины логотип в виде раздавленного ежа после каждой одержанной победы над ней в гонках. Соник также появлялся изображённым на воздушных шарах и рекламных щитах на Гран-при Европы 1993 года.
В 1993 году синий ёжик стал первым персонажем видеоигр, появившимся на Параде Мэйси в честь Дня благодарения. Огромный аэростат в форме Соника повторно присутствовал на данном параде в 2011, 2012 и 2013 годах. Соник является также первым героем видеоигр, которого можно было увидеть на Параде Роз в 1996 году. В 2004 году на церемонии Golden Joystick Awards персонаж победил в номинации «Лучший игровой герой» (англ. The Sun Ultimate Gaming Hero). В 2005 году Соник стал одним из трёх первых персонажей (наряду с Марио и Линком) представленных на Аллее игр. Кроме того, в честь Соника был назван белок Sonic Hedgehog, участвующий в регуляции развития спинного мозга из нервной трубки (в процессе развития эмбрионов) и регуляции дифференцировки стволовых клеток во взрослом организме.
По результатам опроса на тему самого популярного персонажа из игр, проведённом в 2008 году среди 500 человек в Великобритании, Соник занимает первое место с 24 % голосов, а его старый соперник Марио — второе, с 21 % голосов. В конце 2008 года, сайт MSN также провёл опрос о наиболее знаковом герое видеоигр, где синий ёж тоже занял первое место. В 2010 году редакция Nintendo Power назвала Соника шестым любимым героем журнала, заявив, что в то время как он первоначально был заклятым врагом Марио, но позже перешёл на платформы от Nintendo. Они добавили, что Соник остаётся одной из величайших икон видеоигр. Соник был помещён на 10 место в списке пятидесяти лучших персонажей компьютерных игр по версии книги рекордов Гиннесса в 2011 году.
Ёж занимает девятое место в топе «10 персонажей из Super Smash Bros. Brawl», составленном GameDaily. В 2009 году сайт IGN поместил Соника на третье место в списке 10 самых переоценённых персонажей видеоигр, а Cheat Code Central в аналогичном рейтинге — на седьмое место.